# لایه نمایش
در هفت لایه ی مدل اتصال متقابل سامانه‌های باز، لایه نمایش یا لایهٔ ارائه، لایهٔ ششم است که به عنوان مترجم داده در شبکه فعالیت می کند که بعضی وقتها لایه‌ی نحوی "قواعد جمله سازی نحو نامیده می شود" نامیده می شود.

## شرح
در لایه‌بندی مفهومی مدل اتصال متقابل سامانه‌های باز، لایه‌ی ارائه در یک نقطه دسترسی سرویس ارائه خاص درخواست‌های ارسال شده را از لایه‌ی کاربردی پاسخ داده و آن‌ها را در لایه‌ی نشست پخش می‌کند.
لایه‌ی ارائه در واقع مطمئن می‌شود که اطلاعات لایه‌ی کاربردی که توسط لایه‌های پایین‌تر قرار است منتقل شود، قابل بازخوانی در لایه‌ی کاربردی یک سیستم دیگر باشد. در واقع مسئول استاندارد بودن فرمت قابل انتقال در سیستم ارسال‌کننده است و مسئول ترجمه، فرمت کردن و تحویل اطلاعات برای پردازش یا نمایش داده در سمت سیستم گیرنده است. در تئوری این لایه، با مربوط سازی تفاوت‌های نحوی داده‌ها، لایه‌ی کاربردی را مورد اعتماد می‌کند، که داده‌ها هیچ‌وقت غیرقابل فهم نشوند. برای مثال فرض کنید یک سیستم قدیمی با کاراکتر های EBCDIC بخواهد فایلی را برای یک سیستم جدید با فرمت اسکی (ASCII) بفرستد، در این موارد لازم است لایه‌ی ارائه برای ارائه به شبکه، همه‌ی داده‌ها را به فرمتی مشخص ببرد و سپس برای ارائه‌‌ی دوباره، به دریافت‌کننده آن را به فرمت دریافت‌کننده (مثلاً در اینجا اسکی) در بیاورد و تحویل لایه‌ی نشست(session) بدهد و فایل در سمت دریافت‌کننده بارگذاری شود. لازم به ذکر است که درخواست لایه کاربردی باید با لایه نشست پیاده‌سازی شود و کار هماهنگی این دو که در سطوح مختلف مفهومی‌اند بر عهده ی لایه‌ی ارائه است. برای نمونه، دیگر لازمه قرارداد امنیت لایه انتقال در لایهٔ نمایش است.
البته بدیهی است همیشه لایه ارائه مورد نیاز نمی‌باشد چون همیشه این ترجمه نیاز نیست و فقط در جای مورد نیاز  تبدیل به فرمت های دیگر صورت می گیرد. همچنین باید توجه داشت که وظایف لایهٔ نمایش را ممکن است لایهٔ کاربرد نیز مستقیما انجام دهد. از آنجایی که در پیاده‌سازی‌های عملی از این لایه، معمولاً صرف نظر می‌گردد، بسیار پیش می‌آید که قراردادهای لایهٔ ۷ مستقیماً با قراردادهای لایهٔ ۵ ارتباط برقرار کنند؛ همچنین بسته‌های نرم‌افزاری‌ای را می‌توان یافت که کلیهٔ توابع مربوط به لایهٔ ۷ تا ۵ را یکجا ارائه می‌دهند.
برخی از کاربردهای معین لایهٔ نمایش عبارتند از ترجمهٔ اطلاعات ارائه‌شده برای سامانه‌های مختلف شبکه (تفاوت‌های شیوهٔ ارائه در لایهٔ نمایش از بین می‌روند)، فشرده‌سازی برای بالابردن توان عملیاتی شبکه و رمزنگاری داده‌ها (هرچند در لایه‌های دیگر نیز قابل انجام است).